# Brutalna gra
Brutalna gra – amerykański film sensacyjny.

## Obsada
- Robert Davi – Fix Cleary
- Tanya Roberts – Rikki Rennick
- Morton Downey Jr. – Mal Connery
- Richard L. Duran – zabójca z motelu
- Michael Greene – Ed Thorpe
- Charles McCaughan – Bud Rennick
- Cole S. McKay – Motel Killer
- Donald Nardini – Tony
- Carlos Palomino – detektyw Hernandez
- Maria Rangel – Lorrie de Luca
- Daryl Keith Roach – Willy
- Frank Roach – Jed
- Teresa Shear – kelnerka
- Craig Stepp – Phil Trask

## Fabuła
Rikki Rennick i jej brat-narkoman Bud są właścicielami niewielkiego baru, na zapleczu którego co wieczór spotyka się kilku mężczyzn, aby pograć w pokera. Podczas gry Rikki zauważa, że jeden z graczy oszukuje. Zwraca mu uwagę i prosi o zwrot pieniędzy, które wygrał nieuczciwie, lecz kanciarz nie ma zamiaru niczego zwracać. Rikki wraz z bratem podejmują pościg za oszustem, w wyniku którego dochodzi do wypadku. Bud zostaje inwalidą, a jego rehabilitacja pochłania bardzo dużo pieniędzy. Na domiar złego cofają mu ubezpieczenie rentowe, jako że jest narkomanem. Likal, który niegdyś dobrze prosperował wpada w coraz większe długi.
Rikki wpada na pomysł, aby zwrócić się o pomoc do szeroko reklamującego się w telewizji Mala Connery’ego, podejrzanego agenta ubezpieczeniowego. Ku swojemu zaskoczeniu dostaje pożyczkę, a na dodatek milioner zaprasza ją na kolację. W międzyczasie Rikki zaprzyjaźnia się z prywatnym detektywem Fixem Cleary, byłym policjantem.
Do umówionej kolacji nie dochodzi, gdyż Connery jest człowiekiem zajętym. W zamian Rikki przyjmuje zaproszenie na kolację od Phila Traska, którego przypadkowo poznała w barze. Lekkomyślnie udaje się do jego pokoju, gdzie dochodzi do szarpaniny, podczas której Phil drze na Rikki sukienkę. W tym momencie do pokoju wkracza dwóch zamaskowanych bandytów, którzy zabijają Traska; jeden z przestępców pozwala Rikki zbiec dając jej płaszcz, aby się okryła.
Rikki nie wie, że weszła przypadkowo w posiadanie dyskietki komputerowej, na której udokumentowana jest przestępcza działalność Connery’ego. Agent ubezpieczeniowy chce odzyskać cenną dla siebie dyskietkę i angażuje dwóch killerów z zadaniem zabicia Rikki. Na drodze gangsterów staje jednak przyjaciel Rikki, prywatny detektyw Fix Cleary, który wkracza do akcji.